# Ulex europaeus
Ulex europaeus, comúnmente denominada argoma, árgoma, aliaga, aulaga, chacay, espinillo, rebolla, retamo espinoso o tojo es una especie vegetal, un arbusto de origen europeo perteneciente a la familia de las leguminosas. La especie debe su nombre común a que las hojas de los individuos maduros están modificadas en espinas de hasta 4 cm de longitud, lo cual le da a la planta un aspecto espinoso. Las plántulas tienen hojas trifolioladas, características de los miembros de la subfamilia, hasta un par de meses después de la germinación. Está incluido en la lista 100 de las especies exóticas invasoras más dañinas del mundo de la Unión Internacional para la Conservación de la Naturaleza.

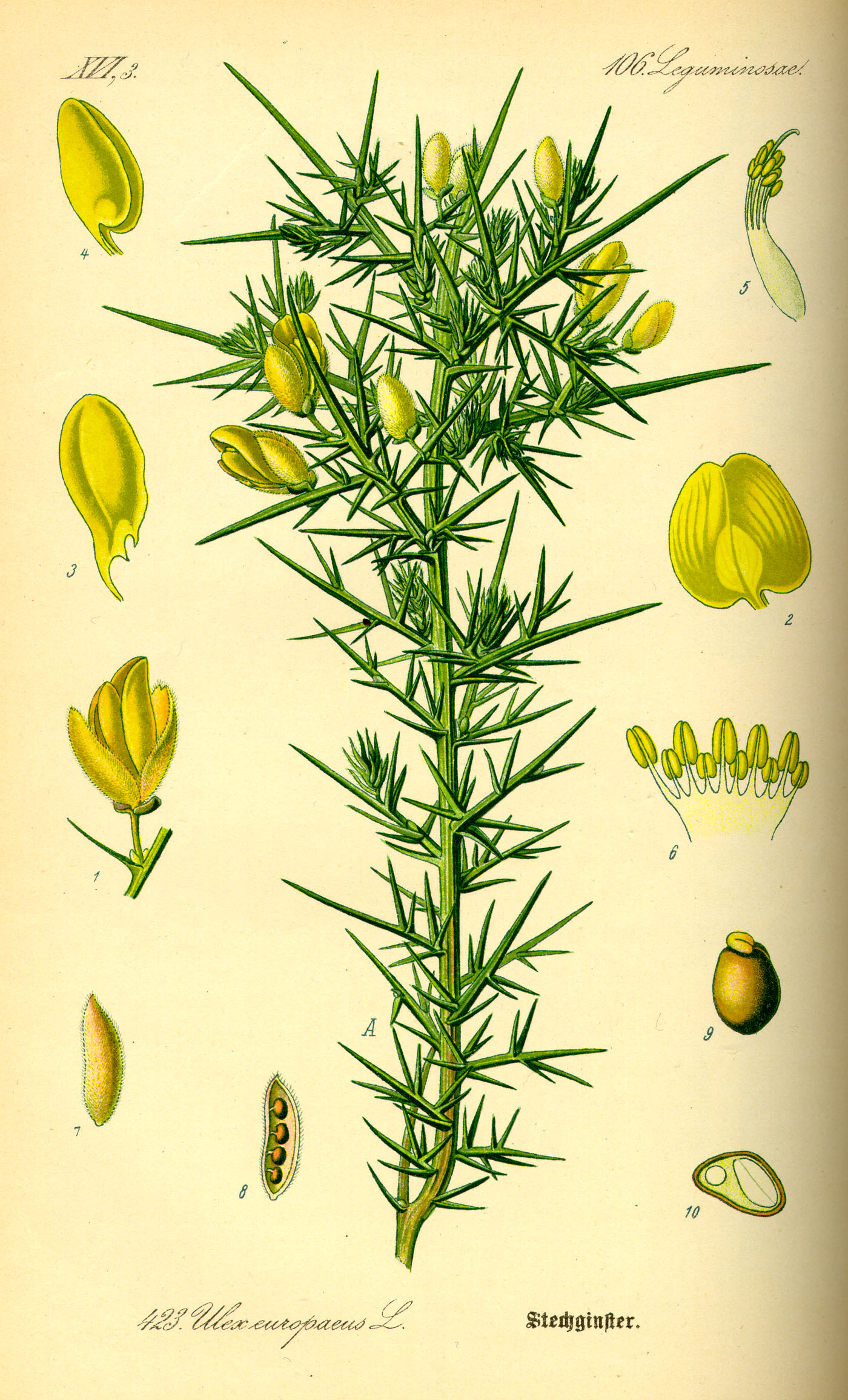
Ilustración

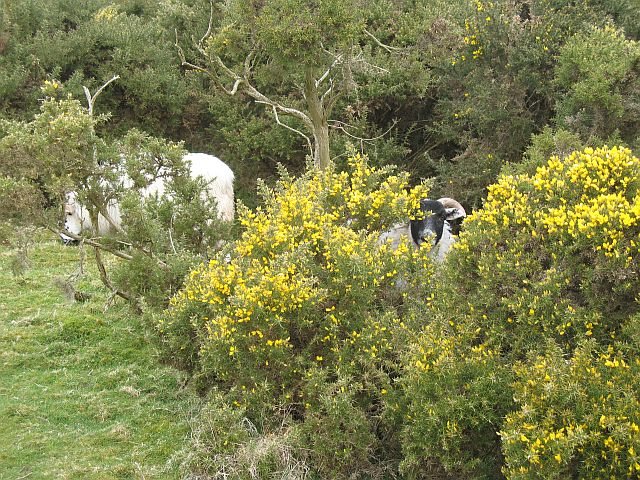
En su hábitat

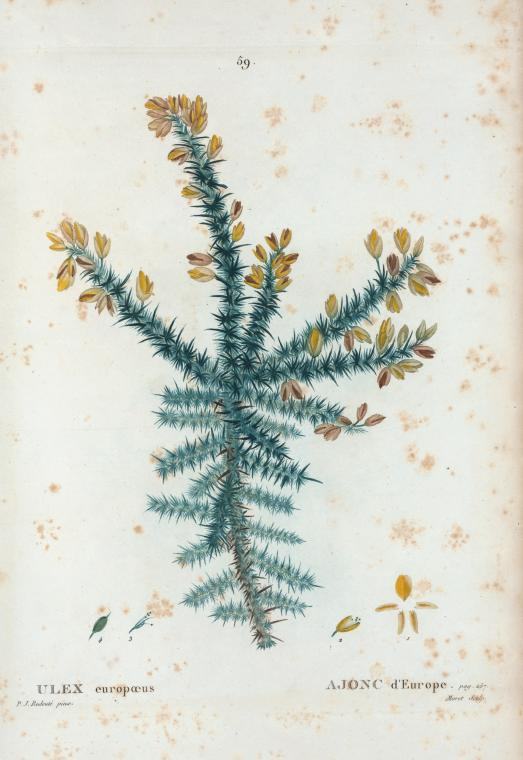
Ilustración

## Descripción

### Tallo
Los arbustos de retamo espinoso crecen hasta 4 m, formando parches densos, que desplazan a las demás especies a su alrededor (alelopática). Los tallos producen abundantes brotes vegetativos, principalmente cuando son cortados o quemados.
El retamo espinoso es heliofílico, es decir, que necesita de luz para un correcto desarrollo. Esto causa que las ramas inferiores, sombreadas por las superiores, mueran y permanezcan secas bajo los matorrales, causando una acumulación de necromasa que arde con facilidad.

### Raíz
La raíz primaria de Ulex europaeus es muy profunda y gruesa desde los primeros meses que siguen a la germinación y presenta nódulos de Rhizobium fijadores de nitrógeno, que pueden llegar a tener varios milímetros de longitud. 

## Como especie invasora
A pesar de ser una especie autóctona de España, no lo es de todas sus regiones, solamente de País Vasco, Galicia, Asturias y Cantabria. Así, en Canarias el tojo se comporta como especie exótica invasora. Debido a su potencial colonizador y constituir una amenaza grave para las especies autóctonas, los hábitats o los ecosistemas, esta especie ha sido incluida en el Catálogo Español de Especies Exóticas Invasoras, regulado por el Real Decreto 630/2013, de 2 de agosto, estando prohibida en Canarias su introducción en el medio natural, posesión, transporte, tráfico y comercio.
Fuera de Europa, se ha convertido en una especie nociva en Chile, Argentina,  Colombia, Australia, Nueva Zelanda y oeste de Estados Unidos y de Canadá.

## Taxonomía
Ulex europaeus fue descrita por  Carlos Linneo y publicado en Species Plantarum 2: 741. 1753.
Citología
Número de cromosomas de Ulex europaeus (Fam. Leguminosae) y táxones infraespecíficos: n=48, 2n=96
Etimología
Ulex:  Del latín ulex, -icis f. Nombre genérico que es el antiguo nombre de esta planta o alguna similar.
europaeus: epíteto geográfico que alude a su localización en Europa. Literalmente significa europeo.
Sinonimia
- Ulex armoricanus  Mabille
- Ulex compositus Moench
- Ulex europaea L.
- Ulex floridus Salisb.
- Ulex hibernicus G.Don
- Ulex major Thore
- Ulex opistholepis Webb
- Ulex strictus J.Mackay
- Ulex vernalis Thore[10][11][12]

## Nombres comunes
Abolaga, abulaga, albar, albolaga, albolaga basta, albolaguera basta, albulaga, aliaga, aliaga de Europa, alisapa, arbolaga, arbolaguín, arbulaga, ardevilla, ardivieja, pincho alemán, argilaga, árgoma, árgoma de Santander, árgoma gallega, argulaga, arma, arnaz, arnello, arnelo, aulaga, aulaga común, bulaga, carqueja, cádava, carrumba, chacay, cotoya, escajo, escaju, espino, espino amarillo, espinillo, gateño, guiri, gáraba, iscaju, jabulaga, olaga, ollaga, otaca, pica pica, pinocho, pitus mourus, rebolla, retamo, retamo espinoso, rozo, tocho, tocio, toco, toho, toiso, toitso, toixo, tojo, tojo de Galicia, toso, toxo, toya, toyo, ulaga, árgoma, árguma.

## Usos medicinales
Se ha empleado en infusión con fines similares a los del boldo. No se pueden emplear las semillas.[cita requerida]